# 古尔图河
古尔图河，又称艾普特郭勒，位于中华人民共和国新疆维吾尔自治区塔城地区乌苏市西部的一条河流，四棵树河左岸支流，河名源自蒙古语意为“有桥之地”。发源于天山山脉博罗科努山莫松达坂附近，上游由阿秀郭勒和东都郭勒汇集而成，干流自汇合口向北流，于哈拉集拉出山口，继续蜿蜒向北流经经古尔图水电站、砾质平原区、古尔图镇等地，于新疆生产建设兵团第七师一二四团十七连西北汇入四棵树河。河流全长108千米，山口以上流域面积1006平方千米，年均径流量约3.614亿立方米。